# St. Joseph County (Michigan)
St. Joseph County is een county in de Amerikaanse staat Michigan.
De county heeft een landoppervlakte van 1.305 km² en telt 62.422 inwoners (volkstelling 2000). De hoofdplaats is Centreville.